# Carlos Asprilla
Carlos Fernando Asprilla Mosquera (La Paila, 19 ottobre 1970) è un allenatore di calcio ed ex calciatore colombiano, di ruolo difensore.

## Caratteristiche tecniche
Giocava come difensore.

## Carriera

### Club
Debuttò nel Fútbol Profesional Colombiano a 20 anni con la maglia dell'América de Cali, con la quale vinse due campionati (1990 e 1992) sotto la guida di Gabriel Ochoa Uribe e Francisco Maturana; nel 1993 passò all'Unión Magdalena disputando 29 partite prima di trasferirsi all'estero per la prima volta, destinazione Argentina. Con la maglia del Club Atlético Unión giocò fino al 1995 totalizzando 32 presenze. Dopo aver giocato nel Los Andes, tornò in patria dove vinse il terzo titolo nazionale con l'América, stavolta con Luis Augusto García come allenatore. Nel 1998 giocò con l'Independiente Medellín, rimanendovi poi fino all'anno seguente, per poi passare a Deportivo Cali, Atlético Junior, Millonarios e Atlético Bucaramanga prima di lasciare per la seconda volta la Colombia, stavolta trasferendosi in Costa Rica con il Club Sport Herediano; nel 2003 passò poi per l'Aucas, squadra ecuadoriana, Atlético Balboa, squadra salvadoregna, e La Serena, dove chiuse la carriera a 36 anni nel 2006.

### Nazionale
Con la Colombia ha giocato dieci partite dal 1997 al 2000, prendendo parte alla Copa América 1997 e alla CONCACAF Gold Cup 2000, competizione alla quale la Nazionale colombiana partecipò in qualità di invitata.

## Palmarès

### Giocatore

#### Competizioni nazionali
- Campionato colombiano: 3

América de Cali: 1990, 1992, 1997

#### Competizioni internazionali
- Coppa Merconorte: 1

Millonarios: 2001